# Mark Iuliano
Mark Iuliano OMRI (Cosença, 12 de agosto de 1973) é um treinador e ex-futebolista italiano que atuava como zagueiro.

## Títulos

### Como jogador
Juventus
- Copa Intercontinental: 1996
- Supercopa da UEFA: 1996
- Serie A: 1996–97, 1997–98, 2001–02 e 2002–03
- Supercopa da Itália: 1997, 2002 e 2003
- Copa Intertoto da UEFA: 1999